# Shavon Kirksey
Shavon Kirksey nació el 8 de agosto de 1989, es una actriz estadounidense. Nació en San Francisco, California, Estados Unidos. Es conocida por su actuación en Dragonball Evolution en el cual interpreta a Emi.

## Filmografía
| Año  | Película              | Personaje    | Notas               |
| ---- | --------------------- | ------------ | ------------------- |
| 2005 | Coach Carter          | Animadora    |                     |
| 2006 | Everybody Hates Chris | Chica guapa  | Serie de televisión |
| 2007 | Private Practice      | Maya Bennett | Serie de televisión |
| 2007 | Anatomía de Grey      | Maya Bennett | Serie de televisión |
| 2009 | A Thousand Words      | Chica joven  |                     |
| 2009 | Dragonball Evolution  | Emi          |                     |